# 茨城オート
茨城オート株式会社（いばらきオート）は、茨城県に本社を置き、タクシーを営業していた会社。日産観光の子会社。かつては茨城交通のグループ企業で、2010年（平成22年）5月31日までは、路線バス、貸切バス、特定バスの運行を行っていた。 

## 概要
水戸市に本社を置き、タクシーとバスを営業していた。バス事業は2010年に茨城交通へ統合され、以降はタクシー専業となったが、2024年現在法人格は現存するものの、時期・詳細不明だが事業譲渡がされたと見られ、かつて加盟していた茨城県ハイヤー・タクシー協会の名簿になく、また水戸市泉町の営業所は同じ水戸市に本社を置くNK観光のタクシー泉町営業所として案内されている。
もとは帝産オート（現・帝産観光バス）の水戸支店が事業を運営していたが、1971年、撤退に伴い施設ごと茨城交通が譲受け子会社化した。社名の「オート」は前事業者の名残である。2015年に経営権が茨城交通から日産観光に移った。
他には旅行業も手掛けていたが、茨城交通の観光課に業務を移譲し、茨城オート旅行センターは廃業。茨城交通の関連会社「茨交不動産」が茨城オート本社にて営業していたこともあったが、のちに撤退した。

### タクシー事業
水戸市内中心部の泉町に本社およびタクシー営業所を置いていた。タクシーは本社（泉町）営業所と水戸駅、茨城県庁を拠点に常駐していた。県内のタクシーの禁煙化に合わせ、2007年12月より全車禁煙となった。2008年2月、親会社の茨城交通のタクシー部門撤退（ただし、後に後述の大子営業所で復活）で、茨城交通グループのタクシー事業は茨城オートに集約された。それに伴い介護タクシー（リフト付き車両）も譲渡され、営業していた。また、ジャンボタクシーも導入されていた。先述のとおり、2024年現在はNK観光泉町営業所となっている。
水戸市のほか、大子町にもタクシー営業所があった。2010年2月1日、茨城交通の経営再建に伴う事業統合により、茨交県北バスの大子・袋田タクシーを承継し、茨城オート大子営業所として営業していた。タクシーのみの営業で（バスは茨城交通に移管）、車両は営業所と常陸大子駅、袋田駅に常駐していた。のちに茨城交通に移譲（明確な変更時期不詳）されている。
そのほか、運転代行業や乗務員派遣も行っていた。

### バス事業（茨城交通へ統合）
バス部門の実質的な拠点は郊外にある鯉淵営業所（水戸市鯉淵町）であった。他に茨城交通と共同の桜川車庫（水戸市河和田町）があった。本社にあったバス部門の売場は、2010年3月31日をもって撤収している。
バス路線は茨城県道30号水戸岩間線（岩間街道）沿線を中心に水戸駅と友部駅（笠間市）間の路線を軸に岩間駅（笠間市）・茨城町にも路線を展開していた。ワンマン化されてからは、前事業者時代の名残で距離運賃制ながら前乗り前払い後降り運賃制（信用乗車制、乗車時に運転手に降車停留所を申告して運賃を支払う）を採用していたが、1983年（昭和58年）11月からは、一般的な整理券併用後乗り前降り・あと払い運賃制となっていた。
2010年3月2日に、同年6月1日をもってバス事業を親会社の茨城交通に統合することが発表された。それに先立ち、同年2月20日より回数券、定期券および水戸漫遊1日フリーきっぷの、4月1日より路線バスの乗車券が茨城交通と茨城オートで共通化された。
そして2010年6月1日、路線バス、貸切バス、特定バス事業を茨城交通に統合しバス事業より撤退。茨城オートはタクシー専業となった。バス部門の拠点であった鯉渕営業所は茨城交通鯉渕営業所となった。

## 沿革
- 1947年（昭和22年） - 愛宕交通が設立
- 1949年（昭和24年）5月 - 帝産オートが愛宕交通を買収、帝産オート水戸支店となる
- 1965年（昭和40年）2月 - ワンマン運転（前払い制、前乗り中降り）開始
- 1971年（昭和46年）
  - 2月10日 - 茨城交通の出資により、茨城オート設立
  - 2月15日 - 茨城オート営業開始
- 2010年（平成22年）
  - 2月1日 - 茨交県北バスのタクシー事業を承継。
  - 4月1日 - 茨城交通と路線バスの乗車券（回数券および定期券）を共通化。本社（泉町）営業所でのバス部門の営業終了。
  - 4月24日 -　タクシー料金改定。
  - 6月1日 - バス事業を茨城交通に統合。
- 2015年（平成27年）2月28日 - 茨城交通が保有株式の100%を日産観光に売却。経営権が日産観光に移行した。

## 事業所

### 過去にあった事業所
- 本社・水戸営業所 - 茨城県水戸市泉町3丁目2-15
  - 現：NK観光泉町営業所。
- 大子営業所（タクシー） -  茨城県久慈郡大子町大子838-1
  - 茨交県北バスのタクシー事業を承継したものだが、その後再度茨城交通へ移譲されている。
- 鯉渕営業所（バス） - 水戸市鯉渕町3491
  - 現：茨城交通鯉渕営業所。

## 事業統合前に運行していたバス路線
茨城オートが運行していたバス路線は、現在は茨城交通によって運行されている。茨城オート時代には水戸駅北口発着路線には[1]、水戸駅南口発着路線には[2]の系統番号があり前面に円形の番号札が掲げられていたが、他の路線には特に系統番号は付いていなかった。
また水戸駅北口 - 大工町間は、茨城交通・関東鉄道・JRバス関東と共通回数券があり、共通乗車が可能だった。

### 水戸駅発着
- [1]水戸駅北口 - 大工町 - 偕楽園入口 - 表町 - 桜川団地 - 桜川西団地 - 桜川車庫
- [1]水戸駅北口 - 大工町 - 偕楽園入口 - 表町 - 若林 - 桜川車庫
- [1]水戸駅北口 - 大工町 - 偕楽園入口 - 表町 - 若林 - 赤塚駅南口
- [1]水戸駅北口 - 大工町 - 偕楽園入口 - 表町 - 若林 - 鯉淵営業所
- [1]水戸駅北口 - 大工町 - 偕楽園入口 - 表町 - 桜川団地 - 桜川西団地 - 桜川車庫 - 鯉淵営業所
- [1]水戸駅北口 - 大工町 - 偕楽園入口 - 表町 - 桜川団地 - 鯉淵営業所
- [1]水戸駅北口 - 大工町 - 偕楽園入口 - 表町 - 若林 - 鯉淵営業所 - 中央病院 - 友部駅
- [1]水戸駅北口 - 大工町 - 偕楽園入口 - 表町 - 若林 - 鯉淵営業所 - 旭台団地 - 友部駅
- [2]水戸駅南口 - 偕楽園南口 - 表町 - 桜川団地 - 桜川西団地 - 桜川車庫
- 水戸駅南口 - 茨城県庁（直行便・他社共同運行）

### 赤塚駅南口発着
- 赤塚駅南口 - 報佛寺 - 大山原 - 水戸医療センター
- 赤塚駅南口 - 報佛寺 - 常陸高田 - 水戸医療センター
- 赤塚駅南口 - 河和田小学校 - 常陸高田（JRバス関東より移管された路線）
- 赤塚駅南口 - 河和田並木 - 鯉淵営業所
- 赤塚駅南口 - 桜ノ牧高校前 - 茨城県庁（他社共同運行・土日祝日運休）

### 友部駅発着
- 友部駅 - 旭台団地 - 鯉淵営業所
- 友部駅 - 柿橋 - 鯉淵営業所
- 友部駅 - 畜産試験場 - 友部病院
- 友部駅 - アフターケア - 中央病院
- 友部駅 - 柏井東 - ゆかいふれあいセンター
- 友部駅 - 友部二中 - 旭台団地 - 友部駅（循環）

### 岩間駅発着
- 岩間駅 - 随分付 - 鯉淵営業所
- 岩間駅 - 下安居 - 茨城町役場（土日祝日・学校休業日は全面運休）

## 車両

### タクシー

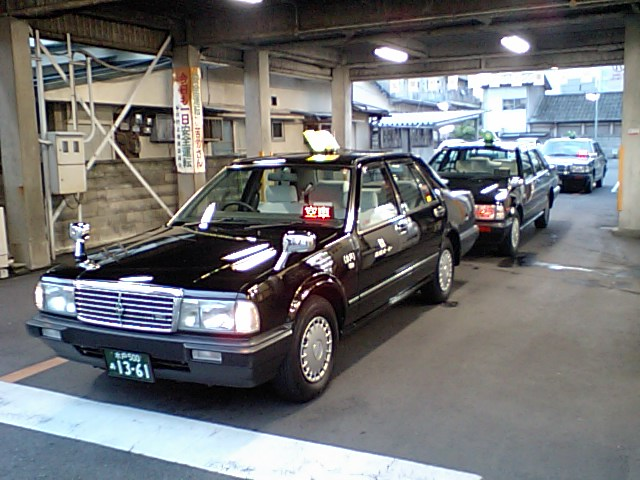
茨城オートのタクシー車両

タクシー車両は全て中型車の日産セドリックで、塗装は黒。チャーター車（ハイヤー）が4台で、内1台はタクシー兼用となっていた。タクシー専用車のグレードはカスタム。大子営業所（現：茨城交通）は数種類のグレードがあった。
また、介護タクシーとして、日産セレナのリフトカーを2台保有していた。こちらはライトブルーの塗装となっていた。他にはジャンボタクシー（9人乗り）を導入していた。
社番
タクシーには無線番号が付けられていて、茨城県の9000番台に1号車から順に付いていて、「9001」「9025」となっている。車体には社名表示灯（行灯）の脇とリヤウィンドー左端に、下2桁「01」「25」等と記載されていた。

### バス（現・茨城交通）
一般路線車および特定車（養護学校送迎）の塗装は朱とオレンジとなっていた。なお、この塗装は旧帝産オート時代からのもの。貸切車は茨城交通タイプの仕様となっていたが、茨城交通が銀色をベースにした塗装に対し茨城オートは白をベースにした塗装で区分けされていた。但し、茨城交通からの譲渡車の中型・小型車には銀色ベースの車両もあった。
在籍車両
路線車は基本的に自社発注車は日野自動車に統一されていた。1999年より初めて東京都交通局からの中古車が入り、初めていすゞ自動車製が登場した。さらに2006年には、関東バスからの中古車が入り、初めて日産ディーゼル・RP系も登場し、そして国際興業バスからの中古車（いすゞ車）も入った。また、2007年には東武バスからの中古車（日野車、いすゞ車）も導入された。2009年夏頃には、西武バスからの移籍車も配置されるようになり、日産ディーゼル・RM系が登場した。茨城交通への路線バス移管時には多くの車両が廃車となったが、勝田営業所に特定運用されているもの、今も鯉渕営業所で働いている車両、太田営業所で働いている車両がある。
扉の仕様に関しては、路線車は大型中型問わず原則的に前後折戸仕様を採用していたが、中4枚折戸の元都営車や後引戸の元関東バス車、そして中引戸の元国際興業バス車、元西武バス車、自社発注ワンステップ車や元東武バス車（中4枚折戸仕様、前後折戸仕様も共に）が導入されていた。
社番
旧・茨城オートの路線車には社番があり、上2桁は導入年（元号）で、下一桁は導入順である。例えば、日野RJワンステップ16年度導入車の場合は、「161J」と表記する。そのあとの記号のHは大型、Jは中型を示す。かつてはRE時代は4211Rなど、4桁の番号を使用していた時期もあった。